# Gary Thompson (Rennfahrer)
Gary Thompson (* 31. Mai 1992 in Dublin) ist ein irisch-japanischer Automobilrennfahrer.

## Karriere
Thompson begann seine Motorsportkarriere 2003 im Kartsport, in dem er bis 2008 aktiv blieb. 2009 wechselte er in den Formelsport und trat für das Team E-Rain in der pazifischen Formel BMW an. Thompson gewann sein Debütrennen und stand bei elf Rennen auf dem Podest. Am Saisonende unterlag er mit 180 zu 250 Punkten Rio Haryanto in der Meisterschaft und wurde Gesamtzweiter. Darüber hinaus absolvierte er vier Gaststarts in der europäischen Formel BMW.
2010 wechselte Thompson zu KCMG in die japanische Formel-3-Meisterschaft. Da er in einem älteren Fahrzeugmodell startete, war er in der nationalen Klasse wertungsberechtigt. In dieser erzielte er zwei Podest-Platzierungen und er erreichte den fünften Platz in dieser Wertung. 2011 blieb Thompson bei KCMG in der nationalen Klasse der japanischen Formel 3. Er entschied diese Wertung einmal für sich und stand in dieser Klasse sechsmal auf dem Podium. Im Klassement belegte er erneut die fünfte Position. 2012 absolvierte Thompson für KCMG seine dritte japanische Formel-3-Saison. Er wurde Zehnter in der Gesamtwertung. In der nationalen Klasse gelang ihm erneut ein Wertungssieg und er verbesserte sich in dieser Klasse auf dem vierten Platz.
2013 kehrte Thompson zunächst nach Europa zurück und erhielt bei Romeo Ferraris ein Cockpit in der europäischen Formel-3-Meisterschaft. Er meldete sich zu dieser Meisterschaft mit japanischer Rennlizenz. Er nahm an drei Veranstaltungen teil. Anschließend nahm er für KCMG an der Asian Le Mans Series (AsLMS) teil. Dabei gewann er ein Rennen und wurde einmal Zweiter. Er wurde Vierter in der LMP2-Fahrerwertung. Nach dem Ablauf der Saison trat er vom Rennsport zurück.

## Karrierestationen
| - 2003–2008: Kartsport - 2009: Pazifische Formel BMW (Platz 2) - 2010: Japanische Formel 3, national (Platz 5) | - 2011: Japanische Formel 3, national (Platz 5) - 2012: Japanische Formel 3 (Platz 10) - 2013: Europäische Formel 3 | - 2013: AsLMS, LMP2 (Platz 4) |